# Apotek i Sverige

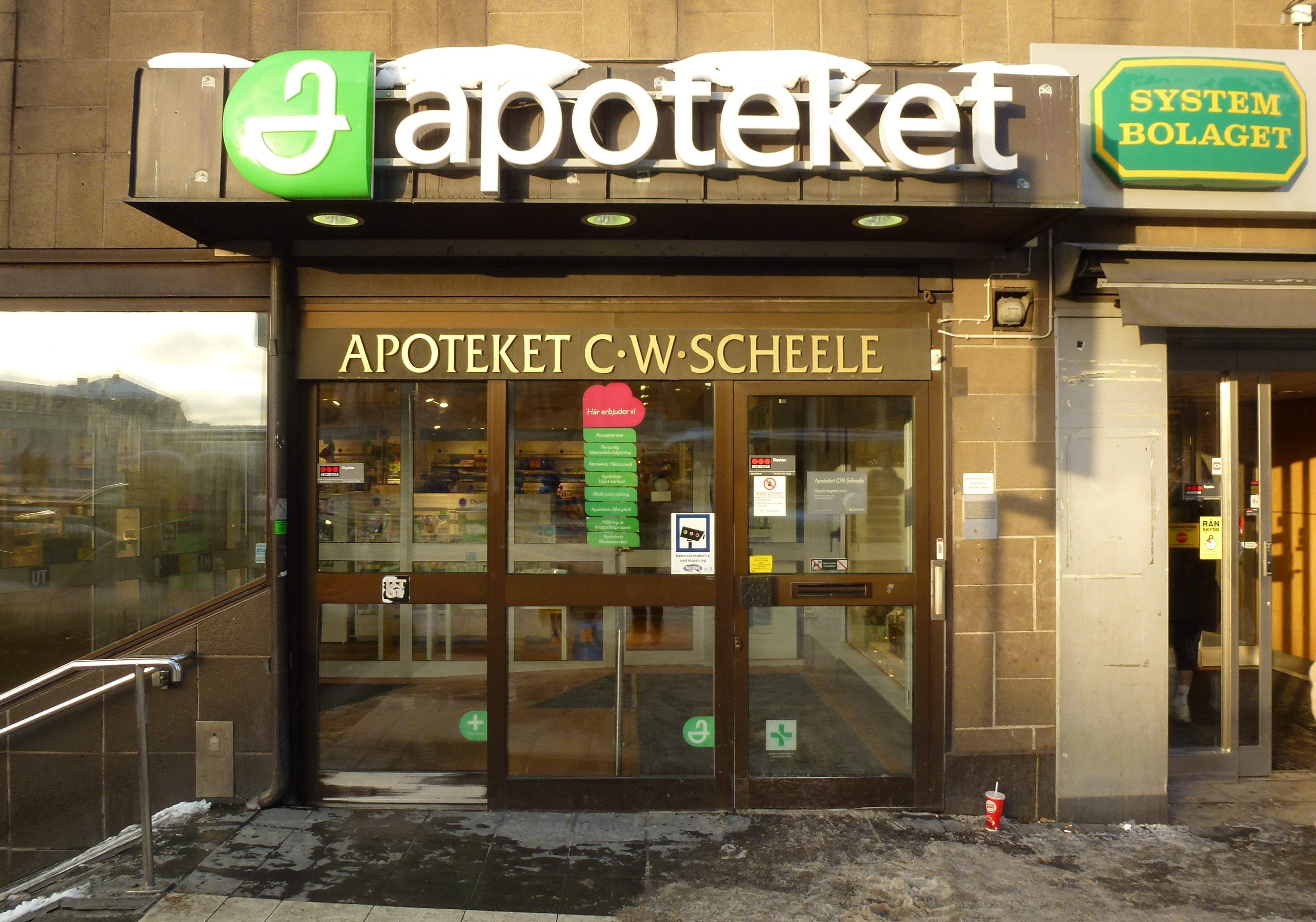
Apoteket C.W. Scheele vid Klarabergsgatan i Stockholm.

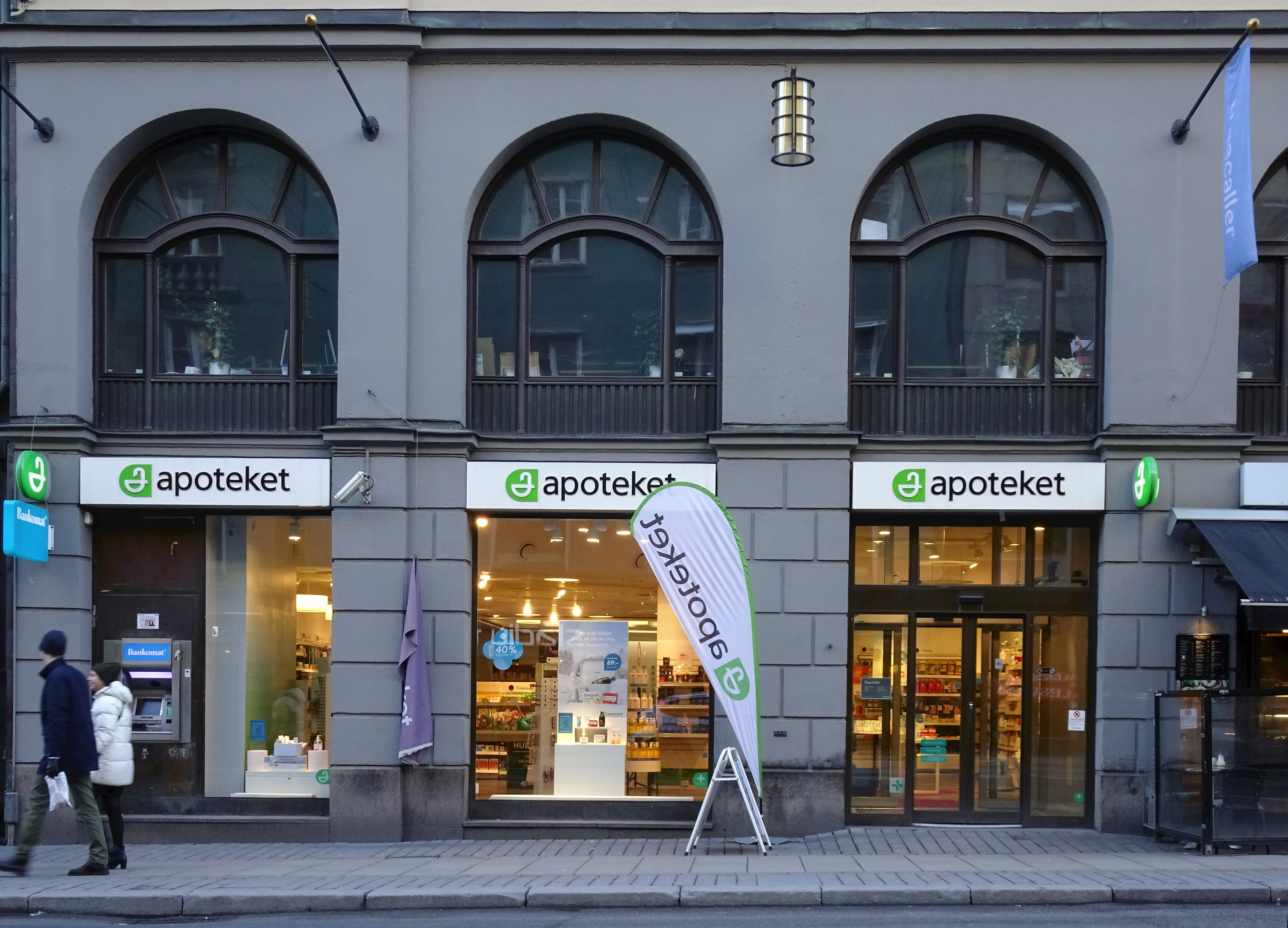
Apoteket Svanen vid Kungsgatan, Stockholm går tillbaka till Apoteket Svanen som inrättades år 1650 vid Svartmangatan.

Apoteksverksamhet i Sverige har funnits i form av offentliga apotek sedan andra halvan av 1500-talet. Det statliga apoteksmonopol som infördes 1970 avskaffades 1 juli 2009, vilket gjorde det möjligt för privata aktörer att bedriva apoteksverksamhet i Sverige.
År 2009 fanns cirka 950 apotek i Sverige, vilket inkluderade öppenvårdsapotek, sjukhusapotek, distansapotek och apotek som specialiserat sig på så kallad dos-förpackning av läkemedel. Omsättningen i dessa apotek, som säljer direkt till privatpersoner, uppgick 2009 till 31,6 miljarder kronor, varav 22,4 miljarder utgjordes av receptbelagda läkemedel, 3,7 miljarder av receptfria läkemedel och 5,5 miljarder av andra produkter (ej klassade som läkemedel). Därutöver finns läkemedelsförsäljning direkt till sjukhus och andra vårdföretag.

## Historik

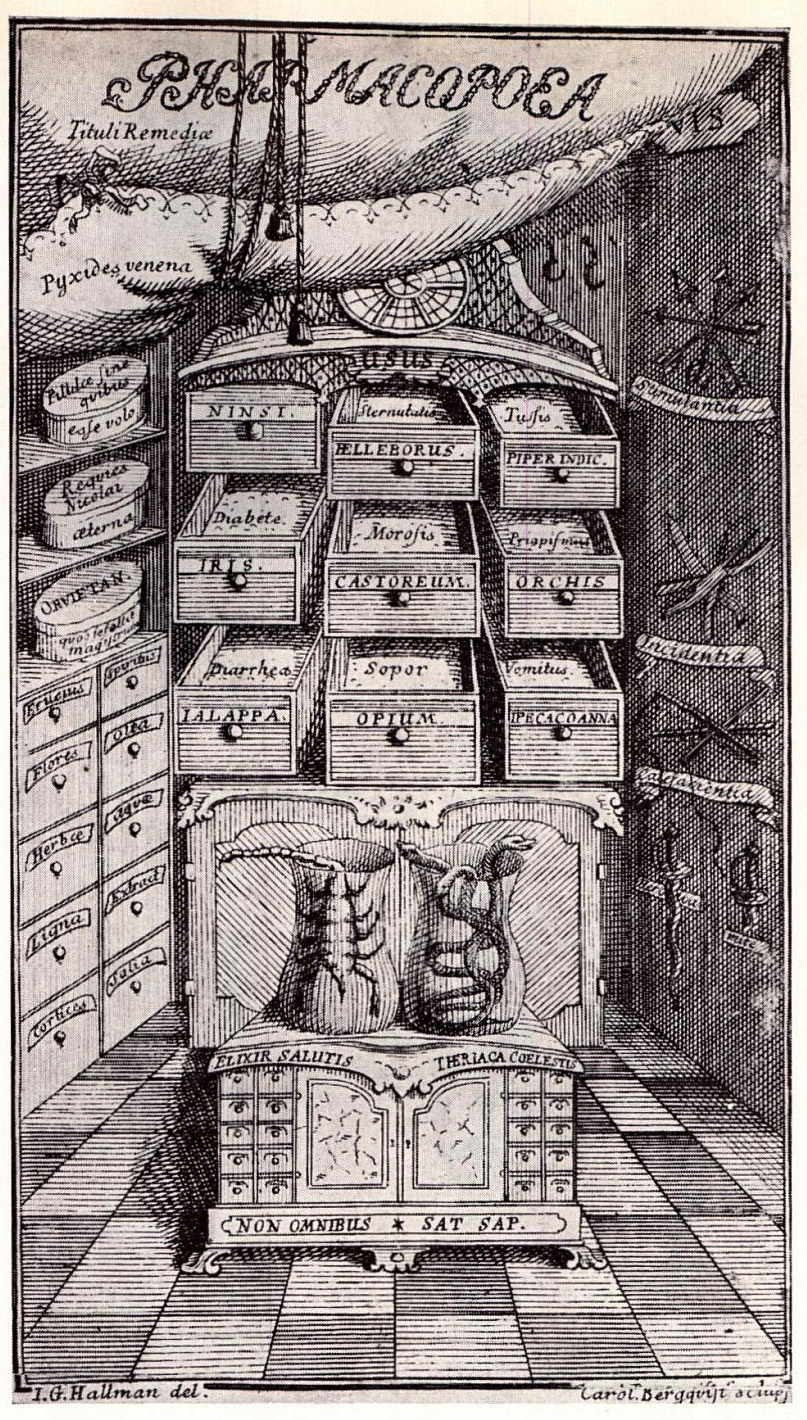
Materia Medica av Carl von Linné (1749). Titelbladet som visar en delvis skämtsam interiör av ett samtida apotek.

Enstaka apotekare omtalas i Sverige i slutet av 1400-talet i början av 1500-talet fanns apotekare anställda vid hovet. Den första till namnet kända var hovapotekare Lucas, som omkring 1552 fick uppdrag att förvalta och vårda medicinförrådet på slottet. Han flyttade senare sin verksamhet till Stortorget och den blev därigenom tillgänglig för allmänheten. Föreståndare var Antonius Busenius som 1575 erhöll det första apoteksprivilegiet, från detta apotek räknar apoteket Lejonet sitt ursprung.
Först mot slutet av 1600-talet kan man tala om ett svenskt apoteksväsende. Från 1700-talet sökte man genom inrättandet av så kallade sockenapotek, som oftast sköttes av klockaren eller om sådan fanns en hjälppräst.
Till en början drevs apotek genom det så kallade privilegiesystemet, vilket innebar att man var tvungen att ha Kunglig Majestäts tillstånd för att få driva ett apotek. Ett sådan privilegium kunde vara antingen säljbart eller personligt och därav indelades apoteken i kategorierna säljbara och personella. Efter utgången av år 1920 fick dock inga apotek med säljbara privilegier förekomma. För att få bli innehavare av ett apotek ansökte man hos Kunglig Majestät och det stod fritt för vem som helst att ansöka.

### Äldre apotek i Sverige
Här förtecknas några apotek ur 1908 års Svensk rikskalender, med personella privilegier sorterade efter innehavarens namn. Inom parentes är året för dess grundande angivet.

#### Stockholms stad
- Sebardt, Carl Wilhelm, hovapotekare, Lejonet (1575) med filial i Drottningholm (1779)
- Ljungberg, Knut Johan Lambert, Morianen (1670)
- Reuterskiöld, Bror Ernst Gerhard Casimir, Nordstjärnan, instruktionsapotek (1817)
- Stahre, Nils Ludvig, Leoparden (1623)
- Petersson, Carl Christian Victor, Apoteket Ängeln (1649)
- Hafström, Johan August, Apoteket Korpen (1674)

#### Uppsala län
- Lindström, Antimus Hjalmar Gustaf, Kronan i Uppsala (1628)
- Christian Ludvig Lokk, Upplands Vapen (namnbytt till Lejonet 1868) i Uppsala (1756)
- Liljenström, Johan Gottfried Valentin, Hägern i Uppsala (1903)
- Erikson, Johan August Wilhelm, Älvkarleö (1902)
- Bäckström, Anders Helmfrid, Enköping (1761)
- Sandberg, Oscar August, Tible (1866)
- Hellbom, Hjalmar August Teodor, Tierp (1870)
- Åman, Erik Gustaf Albert, Lövsta (1888)
- Andersson, August Svante, Dannemora (1907)

#### Gotlands län
- Lindström, Wilhelm Henrik, Visby (1721)
- Smith, Roger Marius, Slite (1856)
- Frykman, Adolf Sigfrid, Hemse (1863) m. medik.förråd i Klintehamn (1894)

#### Hallands län
- Brag, Josef Christian, Falkenberg (1795)
- Wallén, Oscar Emil, Vakteln i Halmstad (1617)
- Heumann, Gustaf Lennart, Svalan i Halmstad (1905)
- Hansson, Henrik Ferdinand Eugen, Laholm (1794) (säljbara privilegier)
- Schöldström, Johan Lorentz, Kungsbacka (1805)

#### Kopparbergs län
- Göransson, Thure Johan Georg, RVO, Falun (1643) med medikamentsförråd i Svärdsjö (1883)
- Stenquist, Julius Fredrik, Leksand (1863)
- Ericsson, Irenes Antipas, Mora (1862)
- Julin, Gustaf Theodor, Hedemora (1752) med medikamentsförråd i Avesta (1874) och Långshyttan (1903)
- Kjellin, Gustaf Theodor, Säter (1778).
- Hedström, Otto, Smedjebacken (1798) med medikamentsförråd i Ludvika (1906); säljbart

#### Västmanlands län
- Kronberg, Axel Harald, Hjorten i Västerås (1661)
- Silfverskjöld, Johan Tage, Bäfvern i Västerås (1795) med filial i Ramnäs (1860)
- Hult, Edvard Ossian, Arboga (1748)
- Ekengren, Thure Leonard, Sala (1755)
- Sjöberg, Axel Emil, Köping (1759) med medikamentsförråd i Skinnskatteberg (1875); säljbart
- Kjellström, Herman Mauritz, Strömsholm (1893)
- Sjöberg, Bror Hjalmar Emil, Heby (1896)
- Andrell, Per Otto, Norberg (1828) med medikamentsförråd i By (1904)
- Kullman, Erik Wilhelm, Kungsör (1895)
- Malmberg, Axel Rudolf, Västanfors (1901)

### 1500-talet till 1800-talet

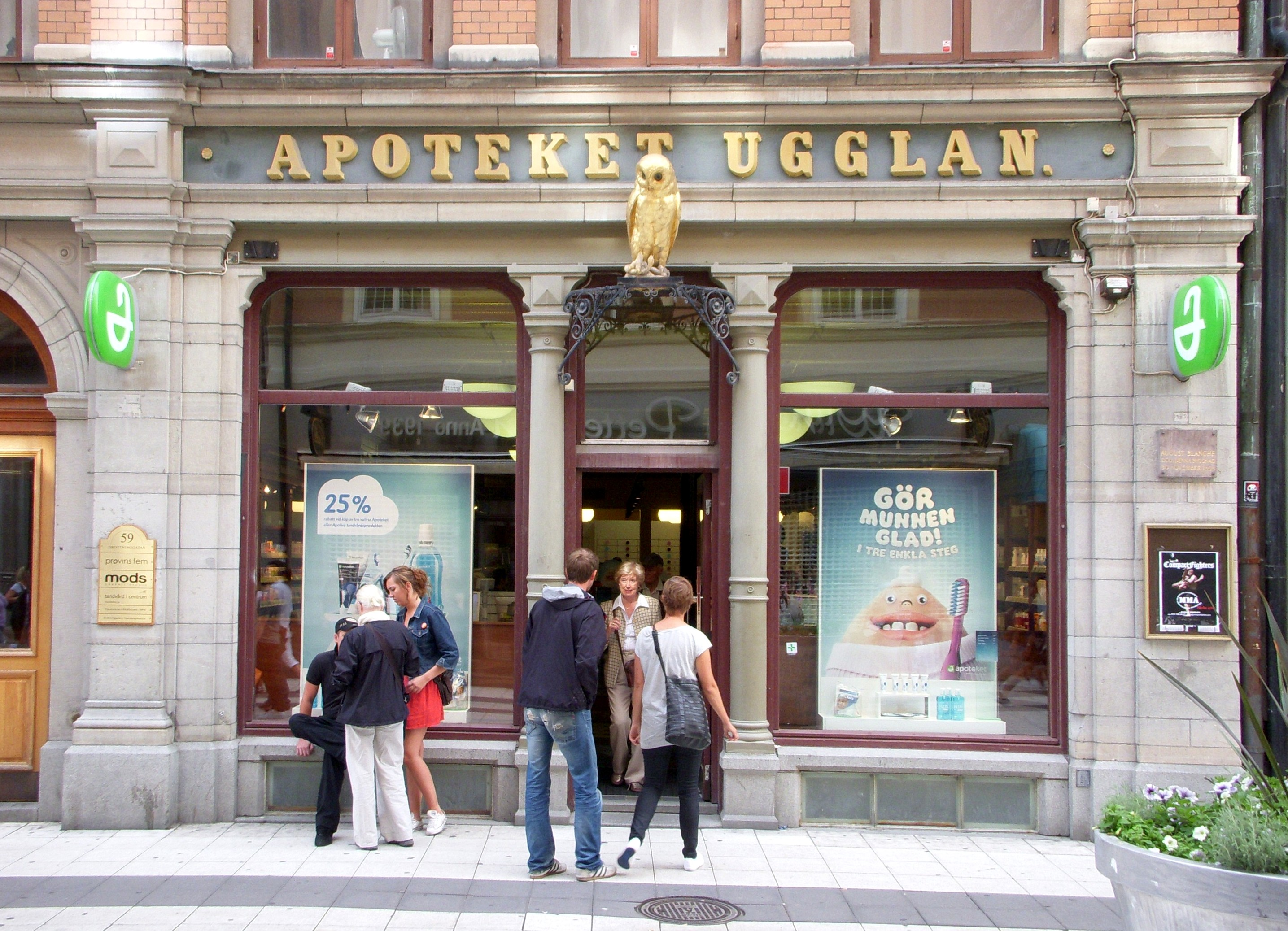
Apoteket Ugglan har sedan 1798 sina lokaler vid Drottninggatan, Stockholm och är därmed Sveriges äldsta apotek på samma plats.

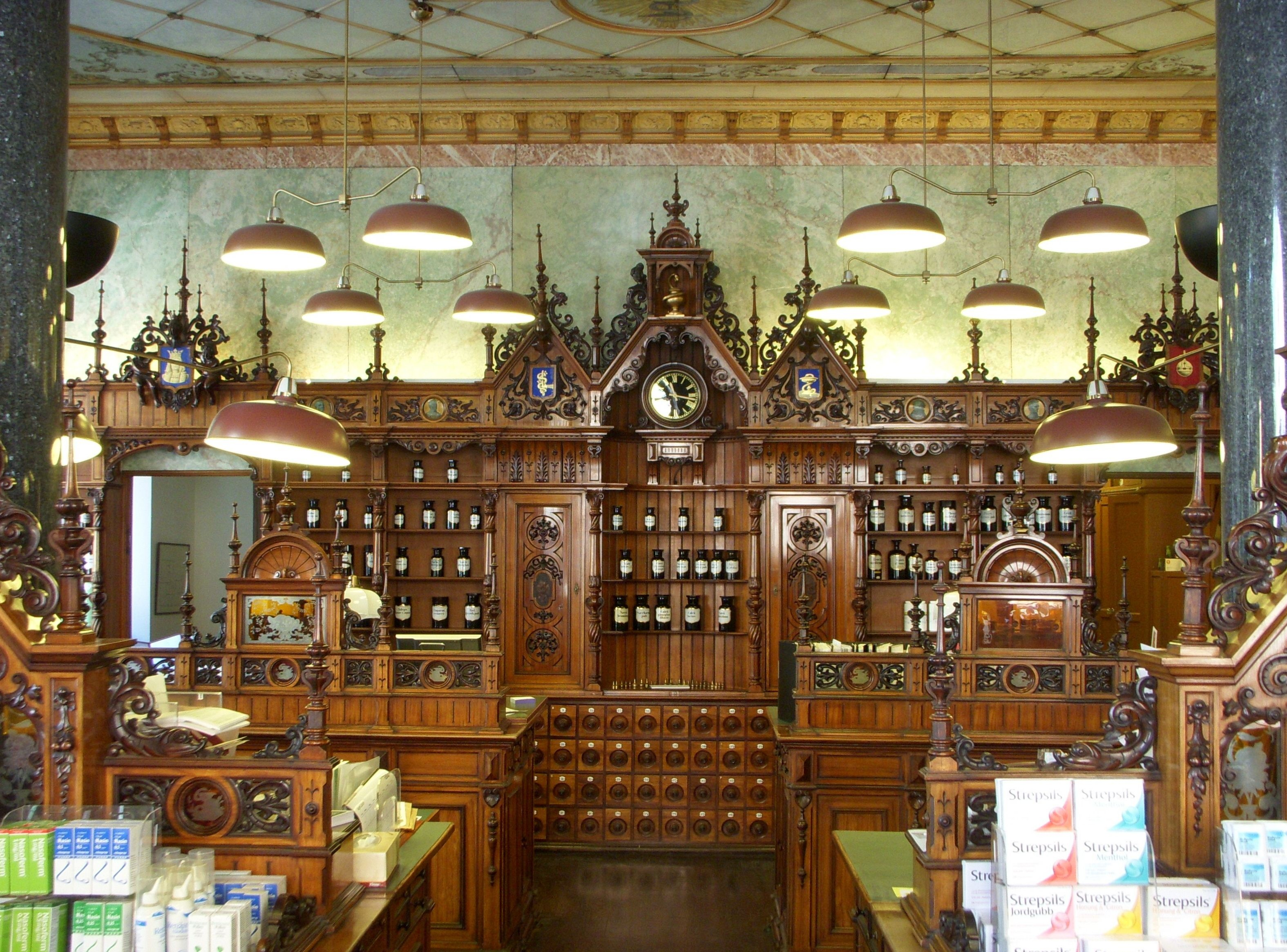
Apoteket Storkens originalinredning från 1899.

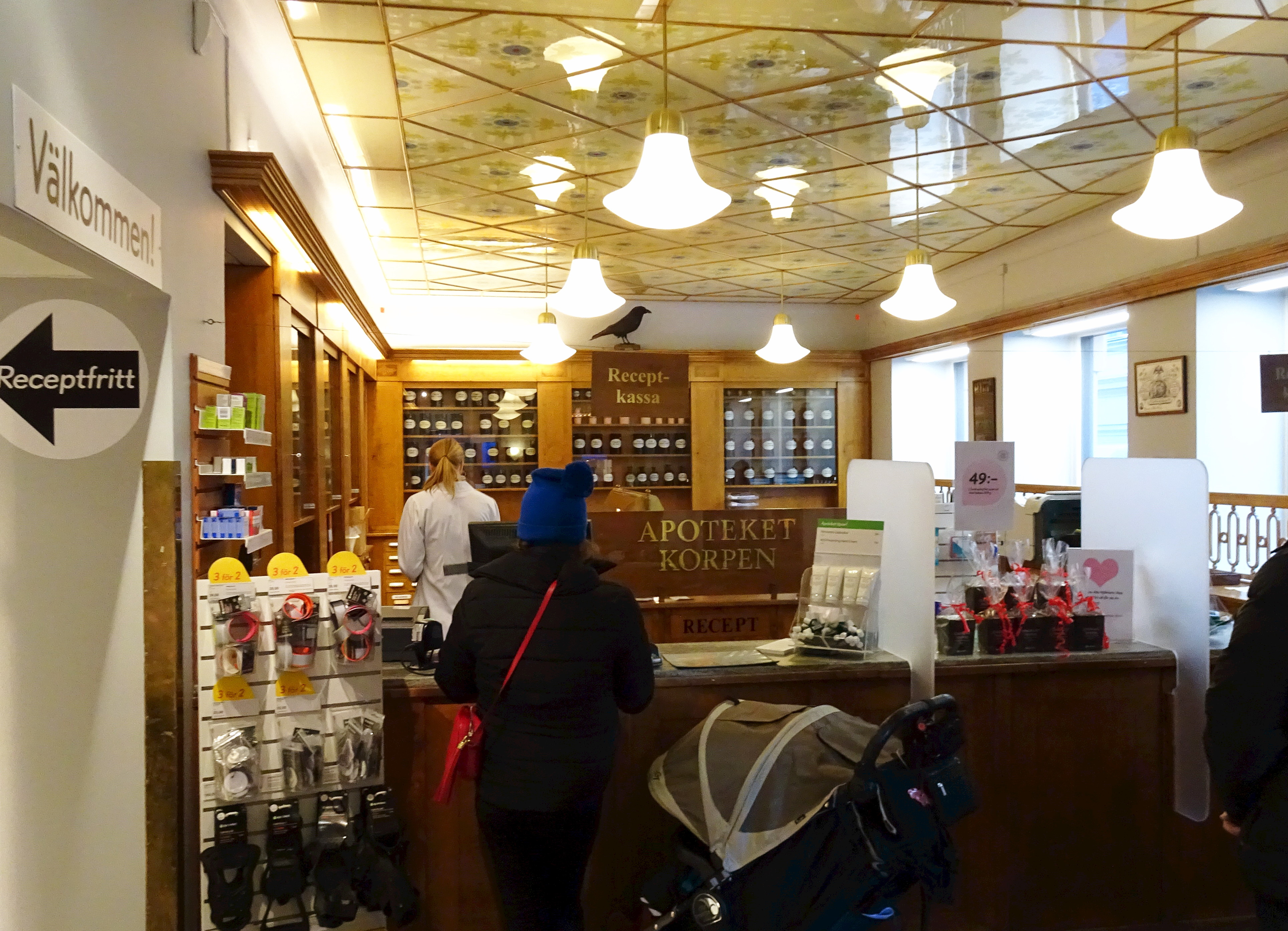
Apoteket Korpens interiör.

De första apoteken i Europa tillkom under 1200-talet, men först i slutet av 1500-talet började apotek att anläggas även i Sverige. De första apotekarna i Sverige var i allmänhet tyskar och anlitades även som läkare. Apoteksverksamheten reglerades med apoteksprivilegium som i skråväsendets tid var ärftligt, men som normalt överläts genom köp (privilegiehandel).
Mäster Lukas antogs av Gustav Vasa omkring 1552 för att hålla apotek inom den kungliga borgen, endast för hovet. Efter honom fick Anton Busenius, genom Johan III:s privilegiebrev av 21 mars 1575, tillåtelse att flytta apoteket till staden, där således det första apoteket anlades som var tillgängligt för allmänheten. Anfader till en stor apotekarsläkt var Samuel Ziervogel d.ä. (1616–1672) som 1647 hämtades av änkedrottningen Maria Eleonora från Tyskland att bli hennes hovapotekare.
På 1600-talet anlades många av de klassiska apoteken (varav många med djurnamn) i Stockholm:
- Lejonet av Filip Magnus Schmidt (1625), införskriven från Tyskland av drottning Maria Eleonora;
- Markattan av skotten Jakob Robertson Struan (också 1625), läkare, livmedikus hos Gustav II Adolf;
- Engelen av svensken Anders Månsson Biewer (1649), "den förste som sig härifrån till samma konst och handtering slagit och det fattat hafver";
- Svanen av Kaspar Schöps (1650);
- Morianen av Kristian Heræus (1670);
- Korpen av Jürgen Brandt (1674);
- Enhörningen av Georg Strobell (1690);
- Hvita Björnen av Johan Berendtz (1692);
- Kronan av Caspar Ziervogel (1693).

De allra flesta av dessa apotekare var tyskar. Det första svenska apoteket utanför Stockholm inrättades i Uppsala 1628 av Johan Wolimhaus. Även i några andra städer anlades apotek på 1600-talet, såsom Svanen i Lund 1627 av Esaias Fleischer, i Kalmar 1639 av Johan Styr, Enhörningen i Göteborg 1644 av Kilian Treutiger, i Falun 1643 av Zacharias Specht, i Jönköping 1656 av Mäster Liborius. Av dessa män var åtminstone Wolimhaus och Specht tyskar. Under 1600-talet anlades i Sverige 27 apotek, under 1700-talet 68 och under första hälften av 1800-talet 50. Antalet apoteksinrättningar av olika slag var vid början av 1900 tillsammans 320.
Det fanns även kvinnliga apotekare i Sverige under denna tid: de var alla änkor, som hade ärvt verksamheten av sina avlidna makar. Sveriges första kvinnliga apotekare av detta slag var Maria Dauerer, som drev Apoteket Markattan i Stockholm från 1623 till 1641: samma apoteket sköttes återigen av en kvinna, Anna Maria Bark, 1770-1776. En framgångsrik kvinnlig apotekare var Anna Birgitta Molitor, som drev Apoteket Ängeln vid Järntorget mellan 1736 och 1764. Kvinnor utestängdes från apotekaryrket när tillståndet att driva apotek år 1873 blev personligt och inte längre kunde ärvas. År 1891 blev yrket återigen lagligt för kvinnor då utbildning på Karolinska Institutet öppnades för kvinnor, och den första kvinna med formell utbildning i yrket blev sedan Märtha Leth.
Ett antal apotekare i Stockholm gick 1874 samman och bildade mineralvattentillverkaren Apotekarnes, som några decennier senare också började tillverka läskedrycker. Varumärket finns kvar än idag, men är efter ett antal företagsförsäljningar numera en del av bryggerikoncernen Carlsberg.
Enligt Riksantikvarieämbetet bedömning är Apoteket Storken i Stockholm, med sin byggnad från 1897–1899, det kulturhistoriskt mest värdefulla apoteket i Sverige.

### 1900–1970
Fram till 1970 drevs de svenska apoteken av enskilda apotekare, som hade särskilda privilegiebrev från staten.
1936 genomfördes ett utjämningssystem för att minska skillnaden mellan de säljbara och de personliga privilegierna. På 1950-talet väcktes frågan om ett förstatligande av apoteksverksamheten, men det kom aldrig då till genomförande.
Agnes Arvidson blev 1928 Sveriges första kvinnliga apoteksinnehavare med såväl privilegiebrev som apotekarexamen och därmed befogenhet att själv vara apoteksföreståndare, och hon var ägare och föreståndare för apoteket i Norsjö 1928–1933. Eftersom privilegiebreven kunde ärvas hade i enstaka tidigare fall apotekaränkor blivit ägare och fortsatt driften på detta sätt.

### 1970-2009

#### Förstatligandet
Efter att olika socialdemokratiska regeringar i olika omgångar från 1946 hade utrett apoteken och lagt olika förslag, tecknades 17 september 1969 en överenskommelse mellan Apotekarsocieteten och staten som innebar att hela apoteksrörelsen förstatligades, vilket genomfördes 1970. Det statliga Apoteksbolaget (numera Apoteket AB), som höll sin konstituerande stämma 24 augusti 1970, tog över verksamheten. Att förstatligandet blev av, och just vid detta tillfälle, har satts i samband med den under åren runt 1968 rådande vänstervågen och en syn på förstatliganden och stordrift som något positivt. Samtidigt sågs privata vinstintressen i samband med läkemedel och sjukdom med skepsis i kölvattnet efter Neurosedynskandalen, och en vitt spridd uppfattning var att apoteken höll en hög prisnivå. Förslag fanns vid denna tid om att också förstatliga all svensk läkemedelsindustri (bland annat väcktes flera förslag med denna innebörd på socialdemokraternas partikongress 1968), men så skedde inte med undantag för det apoteksanknutna ACO och det statliga köpet av delar av Kabi. Påståenden har även förekommit om att valet att förstatliga just apoteken var en taktik av den socialdemokratiska partiledningen. Apoteken var en förhållandevis liten näring, men med detta förstatligande kunde man visa vänsterrösterna att man tagit hänsyn till deras åsikter utan att ge sig in på förstatligandet av större näringar med starkare ägare, såsom banker och tillverkningsindustri.
Överenskommelsen 1969 hade förhandlats fram av Apotekarsocietetens ledning utan större insyn från apoteksägarna, och ledde inledningsvis till vissa kontroverser. Dock uppfattade man sig från apotekarkretsar inte ha så stort val i det rådande politiska läget, och på årssammankomsten 1969 godtog societetens fullmäktige det framförhandlade förslaget med röstsiffrorna 33 för och fyra mot. Knappast någon offentlig politisk debatt fördes om frågan, och samtliga riksdagspartier, även den borgerliga oppositionen, röstade för förstatligandet.
Överenskommelsen var ekonomisk sett relativt förmånlig för apoteksinnehavarna, vilket också ökade acceptansen för den. Deras apotek löstes in till samma värderingsprinciper som hade gällt när apotek tidigare hade sålts, vilket totalt sett innebar 163,8 miljoner kronor, samtidigt som alla innehavare fick stanna kvar som apoteksföreståndare om de så önskade. De som hade varit anställda på Apotekarsocieteten fick övergå till Apoteksbolaget på motsvarande jobb eller fick andra tjänster med minst lika hög lön. Pensionerna för apotekarna höjdes också med 10 000 kronor om året.

#### Verksamheten under monopoltiden
I enlighet med avtal med svenska staten hade Apoteksbolaget respektive Apoteket AB under perioden 1970–2009 monopol på detaljhandel med läkemedel. Under perioden 1970–1985 ägdes Apoteksbolaget till två tredjedelar av svenska staten, som hade A-aktier, och till en tredjedel av Apotekarsocieteten, som hade B-aktier. 1985 sålde Apotekarsocieteten sina aktier till staten.
Monopolet omfattade dock inte partihandel med läkemedel, där bland annat Kronans Droghandel var fortsatt aktiv.

#### Monopolet utmanas
För att få apoteksmonopolets rimlighet och laglighet prövad tog företagaren Krister Hanner 30 maj 2001 initiativet till att sälja ett antal förpackningar nikotintuggummin och huvudvärkstabletter vid sidan av monopolet. Eftersom försäljningen skedde i en hälsokostaffär vid Stureplan i Stockholm (ingående i företaget Bringwell) och inte via ett statligt apotek, var försäljningen olaglig enligt gällande svensk lag. Hanner var fullt medveten om detta, och hade i förväg satt in tidningsannonser med texten "Klockan 10.00 på onsdag kommer ett brott att begås på Stureplan". Den dag då försäljningen skedde hade han satt in ytterligare provokativa annonser med bilder på Göran Persson, Kim Jong Il och Fidel Castro med rubriken "Vad har dessa tre herrar gemensamt?". Det avsedda svaret var att dessa tre var ledare för tre länder med statligt monopol på försäljning av receptfria läkemedel.
Samma dag som försäljningen skedde gjorde Läkemedelsverket en polisanmälan. Någon månad senare kallades Hanner till polisförhör, och 1,5 år efter försäljningen (i slutet av 2002) nådde målet Stockholms tingsrätt och i detta skede hade Hanner fått juridiskt stöd av organisationen Svensk dagligvaruhandel. Eftersom tingsrätten begärde förhandsavgörande från EG-domstolen gick frågan om apoteksmonopolet vidare dit, där det togs upp i januari 2004. Enligt domstolens utlåtande från 31 maj 2005, som i allt väsentligt följde generaladvokaten Phillippe Légers ståndpunkt, stred detaljhandelsmonopolet via Apoteket AB (såsom det var utformat 2001) mot EU-bestämmelserna då det inte kunde garanteras att alla läkemedelstillverkare inom EU skulle kunna sälja sina varor i Sverige. En av orsakerna till utlåtandet var att principerna för att välja ut varor till Apoteket AB (bland annat till skillnad från det statliga alkoholmonopolet Systembolaget) inte hade förändrats i samband med Sveriges EU-inträde 1995. Inget annat EU-land hade vid detta tillfälle ett statligt apoteksmonopol.
Efter förhandsavgörandet skedde huvudförhandling i tingsrätten 21 juni 2005 och Hanners frikändes därefter av tingsrätten i en dom 5 juli 2005. Regeringen Persson och dess vård- och äldreomsorgsminister Ylva Johansson hävdade dock att domen var en seger för det svenska apoteksmonopolet, och att endast mindre justeringar av regelverket (varav några redan införda under perioden 2001-2005) krävdes för att undvika att det stred mot EU-bestämmelser. Att avskaffa monopolet var således inte aktuellt för denna regering.

### Från 2009

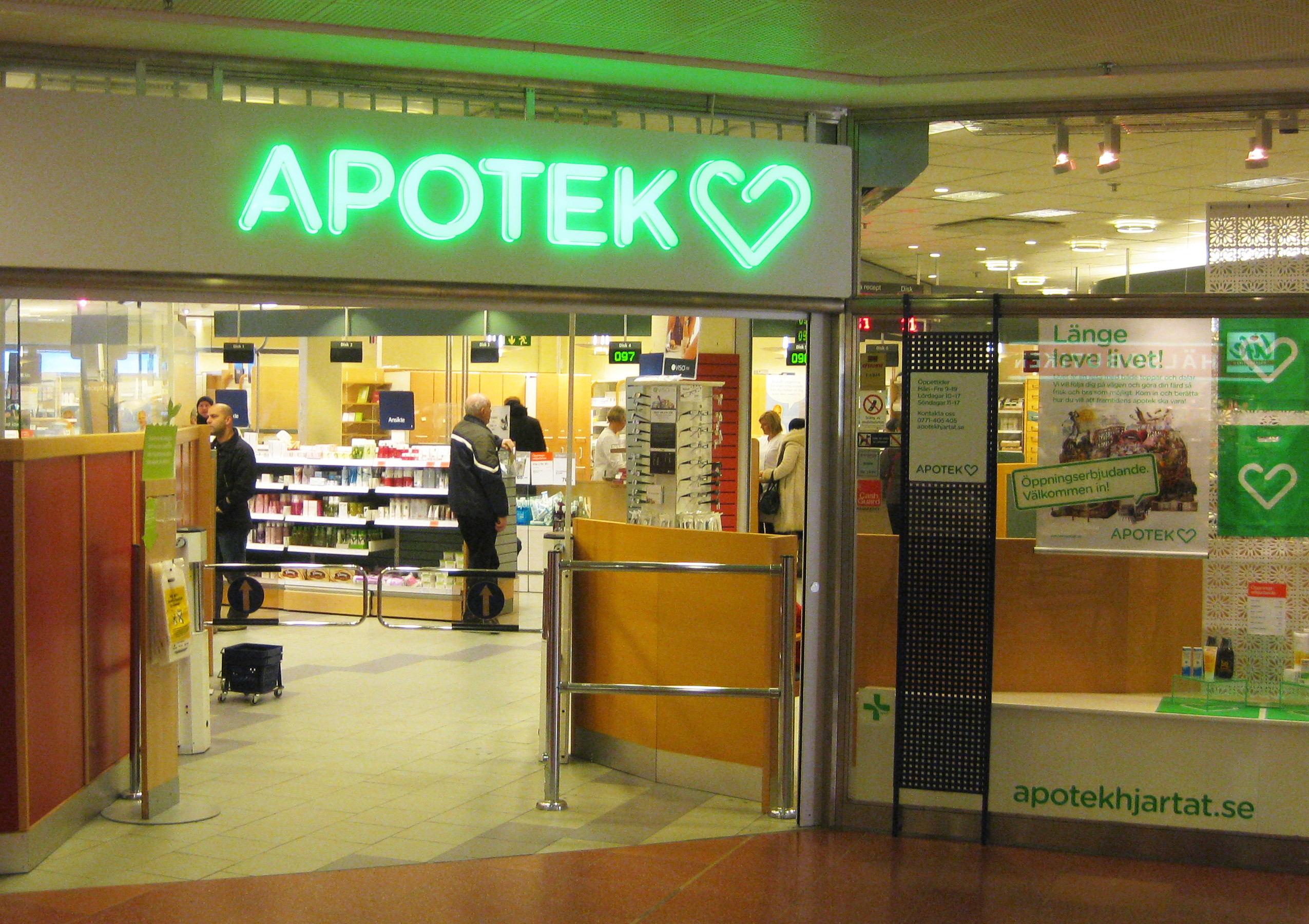
Apotek Hjärtat på Frölunda torg i Göteborg, drivet av en av de nya apotekskedjorna.

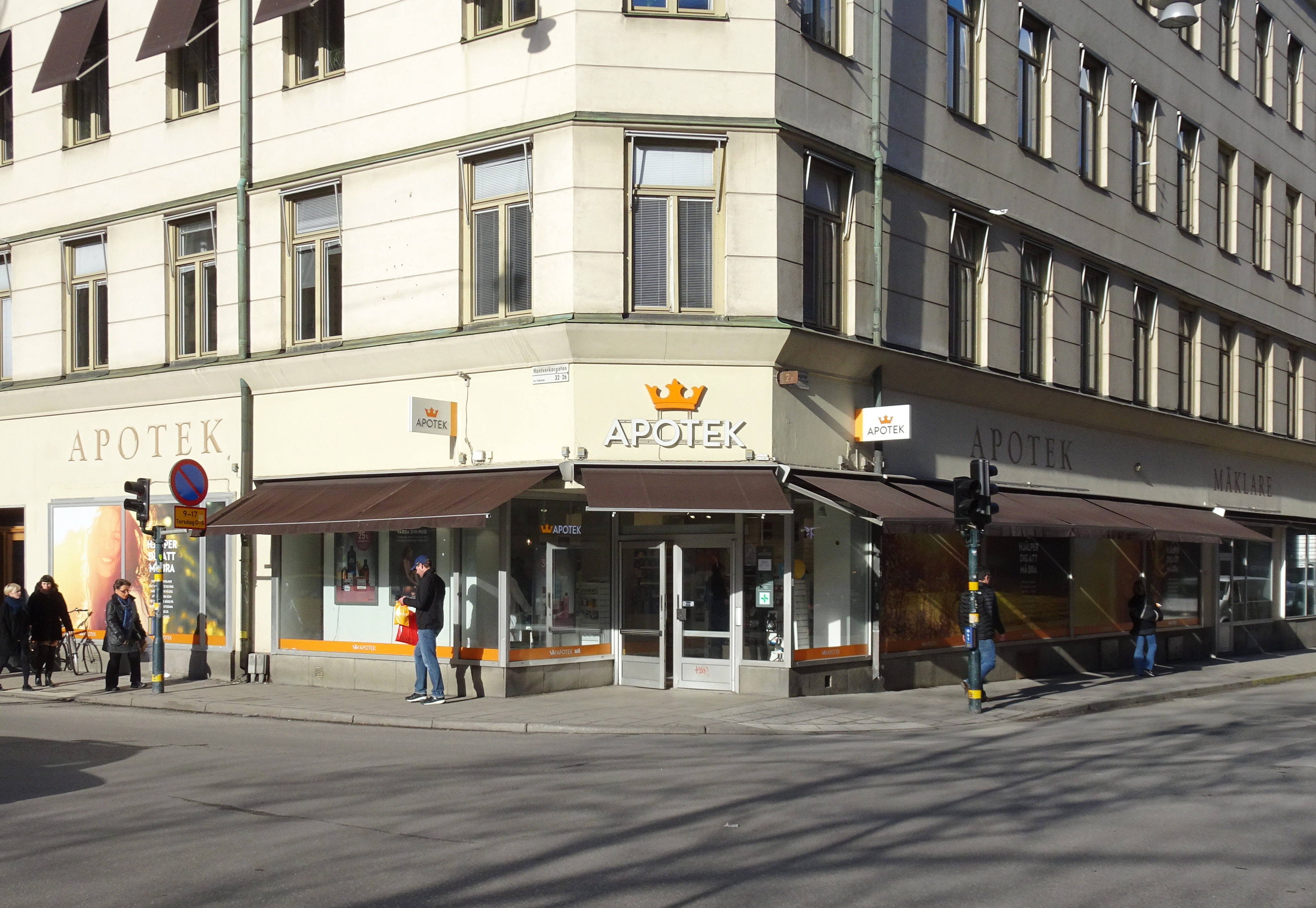
Apoteket Påfågeln i Stockholm var det första privatägda apotek i Sverige. Det nyinvigdes av Medstop i januari 2010.

I december 2006 tillsatte Regeringen Reinfeldt, som hade en annan syn i frågan om apoteksmonopolet än Regeringen Persson, en utredning för att omreglera apoteksmarknaden så att andra än de statliga apoteken skulle kunna sälja läkemedel. Apoteksmonopolet upphörde 1 juli 2009 i en reform som betecknades omreglering snarare än avreglering, eftersom apoteksområdet även efter denna reform är reglerat av staten. Dock släpptes ägarskapet helt fritt efter reformen: alla får äga apotek, inte bara apotekare. Dessutom infördes inga etableringshinder på apoteksmarknaden, utan apotek får öppna var som helst i landet. 
Från 1 november 2009 blev det möjligt att sälja vissa receptfria läkemedel i butiker. Dessutom möjliggjordes det för privata aktörer att öppna nya apotek. Till mitten av januari 2010 hade cirka 40-50 ansökningar om att öppna helt nya apotek inkommit till Läkemedelsverket. Det totala antalet apotek antogs öka i samband med omregleringen, eftersom den genomsnittliga apotekstätheten i Europa är mer än dubbelt så stor som den var i Sverige under monopolet. I november 2012 fanns det sammanlagt 1264 öppenvårdsapotek i Sverige.
Samtidigt såldes en betydande del av de existerande cirka 929 statligt drivna apoteken till ett antal privata aktörer, i form av åtta "kluster" bestående av ett antal apotek med målsättningen att två tredjedelar av apoteken skulle säljas. 9 november 2009 tillkännagavs att de åtta klustren köpts av fyra företag, Apotek Hjärtat (208 apotek), Kronans Droghandel Retail AB (171 apotek), Medstop (62 apotek) och Vårdapoteket i Norden AB (24 apotek). Den totala köpeskillingen var 5,9 miljarder kronor. Samtidigt överfördes också 150 apotek till Apoteksgruppen för försäljning till småföretagare.
I slutet av januari 2010 började de flesta apotek som sålts att skylta om. Även djurapoteken omfattades av förändringen.
Den 10 maj 2010 avslöjar Dagens Nyheter att kommunerna inte kommit igång med sina kontroller över butiker som säljer receptfria läkemedel. Bara 10 procent hade börjat inspektera och många av dem till och med endast en bråkdel.
Efter omregleringen av apoteksmarknaden är Apotek Hjärtat den största icke-statliga aktören på den svenska apoteksmarknaden.
I stort sett samtliga apotek i Sverige är sedan 2009 organiserade i branschorganisationen Sveriges Apoteksförening. Enskilda entreprenörer med ett eller ett fåtal apotek har en särskild intresseorganisation kallad Soaf, som i sig är medlem i Sveriges Apoteksförening.

## Apotek med särskild inriktning
I juridisk mening finns inga specialapotek. Den som har tillstånd att bedriva apoteksverksamhet har skyldighet att tillhandahålla samtliga godkända läkemedel. Några apoteksaktörer har dock inriktat sig på exempelvis försäljning till veterinärer och tandläkare, liksom försäljning djurläkemedel till privatpersoner. Ett antal enskilda apotek runt om i Sverige har också en särskild specialisering på läkemedel till djur (normalt köps veterinära preparat i vanliga apotek eller direkt av veterinär). Under monopolets sista år öppnades särskilda "Apoteket Shop" som endast sålde receptfria läkemedel och handelsvaror. Apoteket Shop avvecklades som en följd av omregleringen av apoteksmarknaden och ett antal av dem omvandlades till fullsortimentsapotek.
Efter omregleringen finns även apoteksaktörer som inriktar sig på att leverera läkemedel till sjukvården. Sådan verksamhet bedrivs exempelvis av företagen Apoex, Apotek Hjärtat och Apoteket AB.
Sedan 2012 har även landstingen omreglerat sin hantering av dosförpackade läkemedel, där patienter som har svårt att själva sköta sin medicinering får sina läkemedel sorterade och förpackade i särskilda dospåsar. Fyra apoteksaktörer bedriver idag maskinell dospaketering med landstingsavtal: Apoex, Apoteket AB, Apotekstjänst och Svensk Dos.

## Nuvarande apotekskedjor i Sverige med fysiska butiker
- Apoteket
- Apotek Hjärtat
- DOZ Apotek
- Kronans Apotek (med Apoteksgruppen under namnändring)

## Onlineapotek
- Apotea
- Apohem